# Westelijke witbaardgnoe
De westelijke witbaardgnoe (Connochaetes taurinus mearnsi) is de kleinste en lichtste ondersoort van de blauwe gnoe. Het is een van de enige ondersoorten van de blauwe gnoe met een stabiele populatie in het Nationaal park Serengeti in Tanzania, met meer dan een miljoen individuen. Ze staan bekend om een van de grootste migraties tussen Tanzania en Kenia.

## Beschrijving
De westelijke witbaardgnoe wordt gemiddeld 1,30-1,42 m hoog, met een maximum gewicht van 180-225 kg. Hiermee is de ondersoort 50 kg lichter en 10 cm korter dan de belangrijkste ondersoort, Connochaetes taurinus taurinus. De westelijke witbaardgnoe heeft een lange witte baard, zwart gezicht, een donkerder gekleurd lichaam, kleinere hoorns en een zwiepende donkerzwarte staart.

## Leefgebied en habitat
De westelijke witbaardgnoe komt voor in het noordwesten van Tanzania en het zuidwesten van Kenia. In Tanzania komen de populaties voor in het Nationaal park Serengeti, waar ze vaak te zien zijn. Ze worden ook gezien in de Masai Mara in Kenia. De ondersoort leeft voornamelijk op savanne, grasland en enkele droge bossen. 